# Kristaps Grebis
Kristaps Grebis (en russe : Кристап Гребис), né le 13 décembre 1980 à Liepāja en Lettonie, est un footballeur international letton, qui évolue au poste d'attaquant.

## Biographie

### Carrière de joueur
Kristaps Grebis dispute 5 matchs en Ligue des champions, et 14 matchs en Coupe de l'UEFA, pour 3 buts inscrits,. 

### Carrière internationale
Kristaps Grebis compte 13 sélections et 2 buts avec l'équipe de Lettonie entre 2008 et 2010. 
Il est convoqué pour la première fois par le sélectionneur national Aleksandrs Starkovs pour un match des éliminatoires de la Coupe du monde 2010 contre la Grèce le 10 septembre 2008 (défaite 2-0). Par la suite, le 12 novembre 2008, il inscrit son premier but en sélection contre l'Estonie, lors d'un match amical (1-1). Il reçoit sa dernière sélection le 12 octobre 2010 contre la Géorgie (1-1).

## Palmarès

### En club
- Avec le Liepājas Metalurgs
  - Champion de Lettonie en 2005 et 2009
  - Vainqueur de la Coupe de Lettonie en 2006

- Avec le FK Ventspils
  - Champion de Lettonie en 2007
  - Vainqueur de la Coupe de Lettonie en 2007

- Avec le FK Liepāja
  - Vainqueur de la Coupe de Lettonie en 2017

### Distinction personnelle
- Meilleur buteur du Championnat de Lettonie en 2009 (30 buts)